# Atiães
Atiães ist eine Gemeinde im Norden Portugals.
Atiães gehört zum Kreis Vila Verde im Distrikt Braga, besitzt eine Fläche von 4,04 km² und hat 547 Einwohner (Stand 19. April 2021).